# Нойе Цюрхер Цайтунг
„Нойе Цюрхер Цайтунг“ (на немски: Neue Zürcher Zeitung – „Нов цюрихски вестник“; съкр. NZZ) е немскоезичен всекидневник, издаван в Цюрих, Швейцария от едноименна компания.
Вестникът е основан като „Цюрхер Цайтунг“ (Zürcher Zeitung – „Цюрихски вестник“) от швейцарския поет и художник Саломон Геснер (Salomon Gessner) през 1780 г. Днешното си наименование носи от 1821 г.
Освещава световната политика, икономика и култура. Политическата му ориентация е либерална, близка до програмата на Радикално-демократичната партия. От 2002 г. излиза неделното приложение NZZ am Sonntag („НЦЦ в неделя“) с по-развлекателен характер.
Отличава се с консервативен дизайн, който (с изключение на отказа от готическия шрифт) почти не се е изменил от 1930-те години. Цветни фотоснимки се появяват във вестника чак през 2000-те години.
Вестникът печели Награда „Еразъм“ за принос в европейската култура през 1979 г.